# Pierre Picaud
Pierre Picaud, a volte anche noto come François Picaud o Pierre-François Picaud (... – XIX secolo), è stato un criminale francese, vissuto a Nîmes, che potrebbe aver ispirato Alexandre Dumas per la invenzione del personaggio di Edmond Dantès, protagonista del romanzo Il conte di Montecristo.

## Storia
Nel 1807 Picaud, calzolaio, stava per sposarsi con una ricca donna, Marguerite Vigoroux, ma tre amici gelosi — Mathieu Loupian (vedovo con due figli, che desiderava mettere le mani sulla dote di Marguerite), Solari e Chaubart — lo accusarono falsamente di essere una spia al soldo dell'Inghilterra. Un quarto amico, Allut, era a conoscenza della cospirazione, ma non ne fece parola.
Informato della soffiata, il duca di Rovigo non esitò a far arrestare Picaud il giorno delle sue nozze e lo fece trasferire in gran segreto nel forte di Fenestrelle, dove Picaud rimase per sette anni senza saperne il motivo fino al 1809. Durante la sua prigionia Picaud riuscì a scavare uno stretto passaggio fino ad una cella vicina e fece conoscenza con un altro prigioniero, un prete italiano, certo padre Torri.
Un anno dopo Torri, in punto di morte, lasciò in eredità a Picaud il tesoro che aveva nascosto a Milano. Quando Picaud fu rilasciato a seguito della caduta del governo di Napoleone Bonaparte nel 1814, s'impossessò del tesoro, tornò in Francia con la falsa identità di Joseph Lucher e trascorse dieci anni tramando la sua vendetta contro i suoi amici di un tempo.
Per prima cosa, fingendosi abate col nome di Baldini, ritrovò Allut a Nîmes e, in cambio di un diamante, gli fece confessare l'accaduto. Venne a sapere che Loupian aveva comprato un ristorante sul boulevard des Italiens a Parigi e che aveva sposato Marguerite. 
Picaud si fece assumere da Loupian in brigata di sala con un sotterfugio: una finta nobildonna si presentò al caffè pregando Loupian di assumere un amico rimasto vittima delle epurazioni del 1814 offrendosi di pagare lei stessa lo stipendio. Poi lo stesso Picaud uccise per primo Chaubart, o lo fece uccidere, sul pont des Arts: Chaubart fu ritrovato con un pugnale nel petto. Nella manica aveva un biglietto con scritto «numero uno». 
Picaud fece poi sedurre e ingravidare la figlia di Loupian da un criminale, presentatosi come un ricco principe italiano che, durante il pranzo di matrimonio nel ristorante del suocero, mandò un biglietto a ciascuno dei 150 invitati rivelando la sua vera identità e dandosi poi alla macchia. La moglie di Loupian, Marguerite, morì dopo breve tempo di crepacuore. Picaud allora incendiò (o fece incendiare) il ristorante di Loupian mettendolo sul lastrico, aizzando poi la folla a saccheggiare l'appartamento vicino con la scusa di salvare la mobilia. In seguito avvelenò Solari: sulla sua bara si ritrovò l'iscrizione «numero due». Picaud riuscì a traviare il figlio di Loupian facendolo introdurre in cattive compagnie, che lo convinsero a partecipare al furto in un'enoteca: durante lo scasso, qualcuno avvertì i poliziotti che catturarono i malviventi in flagrante. Dunque il giovanotto fu condannato e recluso in prigione per 20 anni: in tali circostanze, Picaud fece sempre finta di rimanere solidale con il suo datore di lavoro, che si ritrovò sua figlia ormai in miseria quindi Picaud si offrì pure di mantenerli, ma in cambio di prestazioni sessuali della donna. Loupian, ormai psicologicamente disturbato per la serie nefasta di sciagure, fu poi ucciso da Picaud durante una passeggiata notturna nel parco delle Tuilièries.
Picaud fu poi rapito da Allut, che era presente alla morte di Loupian e, non volendo cedere alla richiesta di denaro di Allut, ne venne ucciso. Le confessioni di Allut ad un prete, l'abate Madeleine, poco prima di morire nel 1828 a Londra formano la parte centrale dei registri della polizia francese sul caso. L'abate mandò una copia scritta delle memorie al prefetto della polizia di Parigi e fu negli archivi della polizia che Jacques Peuchet la ritrovò. Fu proprio da un'opera di Peuchet che Alexandre Dumas prese ispirazione per Edmond Dantès.
La descrizione dettagliata delle esperienze di Picaud in prigione, che non potevano essere note ad Allut, probabilmente gli fu riferita durante il sequestro proprio ai danni di Picaud.